# The Path of Sorrow
The Path of Sorrow è un cortometraggio muto del 1913 diretto da Bertram Bracken.

## Produzione
Il film fu prodotto dalla Balboa Amusement Producing Company. Venne girato in California, negli studi della compagnia a Long Beach.

## Distribuzione
Distribuito dalla Warner Features Company (come Warner's Feature Film Company), il film - un cortometraggio in tre bobine - uscì nelle sale cinematografiche statunitensi il 20 dicembre 1913.